# Altbier

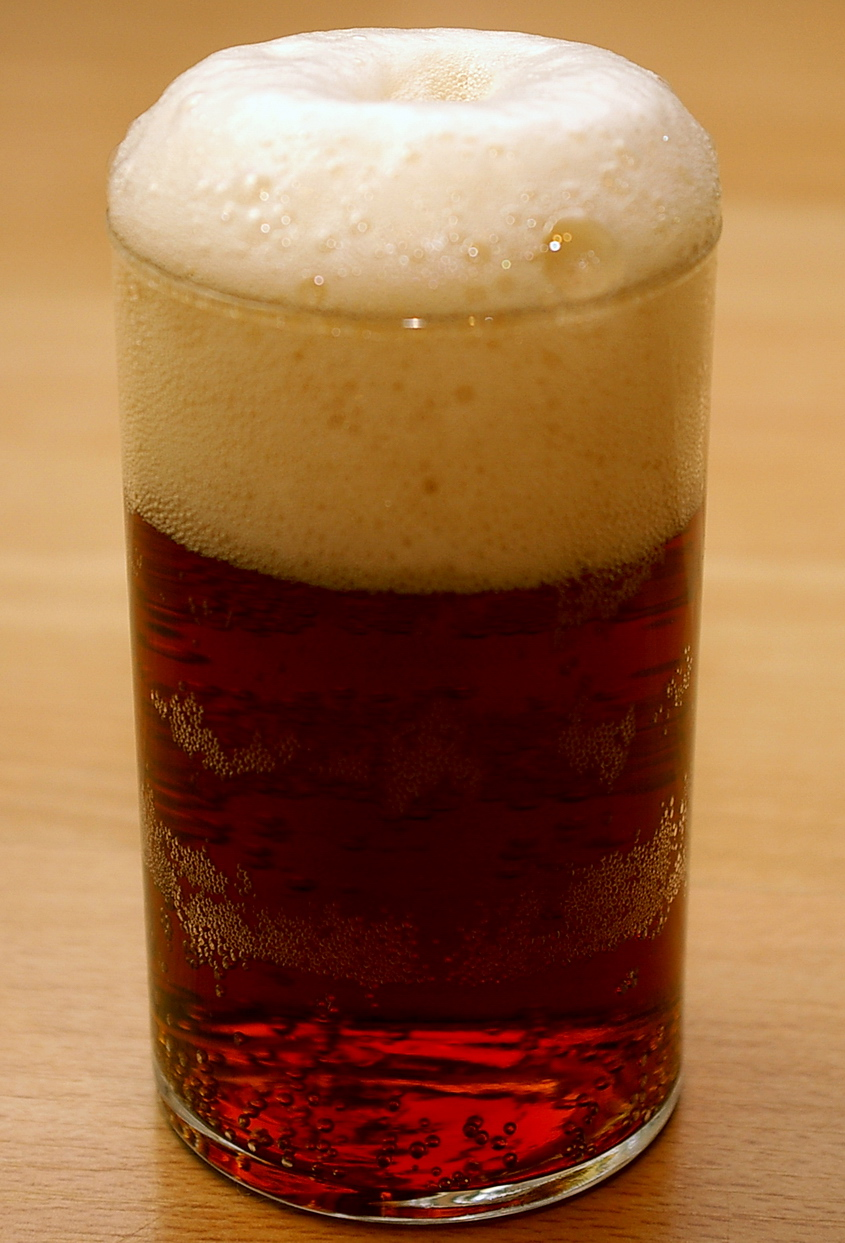
Altbier in Düsseldorfer Altbierglas

Altbier, oft nur Alt genannt, ist ein meist dunkles, obergäriges, stark gehopftes und endvergorenes Bier mit etwa 11 bis 12 % Stammwürze. Es wird vor allem am Niederrhein und in Westfalen gebraut und getrunken. Aufgrund der unterschiedlichen Anteile der verwendeten Malze in diesen beiden Landesteilen wird zwischen den Sorten Düsseldorfer Altbier und Westfälisches oder Münster-Altbier wie Pinkus Müller unterschieden. Historisch bedeutsam war das stark eingebraute und leicht säuerliche Dortmunder Altbier, das als Adambier bezeichnet wurde.

## Namensherkunft
Der Name „Alt“ bezeichnet ein Bier nach alter, traditioneller Brauart, die für das im nordwestdeutschen Raum einstmals vorherrschende Braunbier entstand, nachdem „neue“, untergärige helle Lagerbiere aus dem süddeutschen und böhmischen Raum zu diesem in Konkurrenz traten. In den meisten Wirtschaften gab es seinerzeit beide Biere im Ausschank, das „neue“ und das „alte“ Bier.
Eine häufige, jedoch falsche Annahme zur Namensherkunft ist der Bezug zum lateinischen altus, was in manchen Quellen im Zusammenhang mit Bier mit hoch, oben übersetzt wird. Das soll auf die Brauweise mit obergäriger Hefe hinweisen. In vielen deutschen Dialekten wird „Alt“ zu „Aal“ („Dat aale Bier“). Nicht mit diesem Wort verwandt ist der ähnlich klingende, vor allem in Großbritannien gebräuchliche Name „Ale“, der ebenfalls ein Bier obergäriger Brauart bezeichnet. Gleichwohl wird das deutsche Altbier im englischen Sprachraum als „German brown ale“ bezeichnet. Bis in die 1960er Jahre wurde Alt besonders in Düsseldorf auch als „Düssel“ bezeichnet.

## Geschichte

### Grutbier

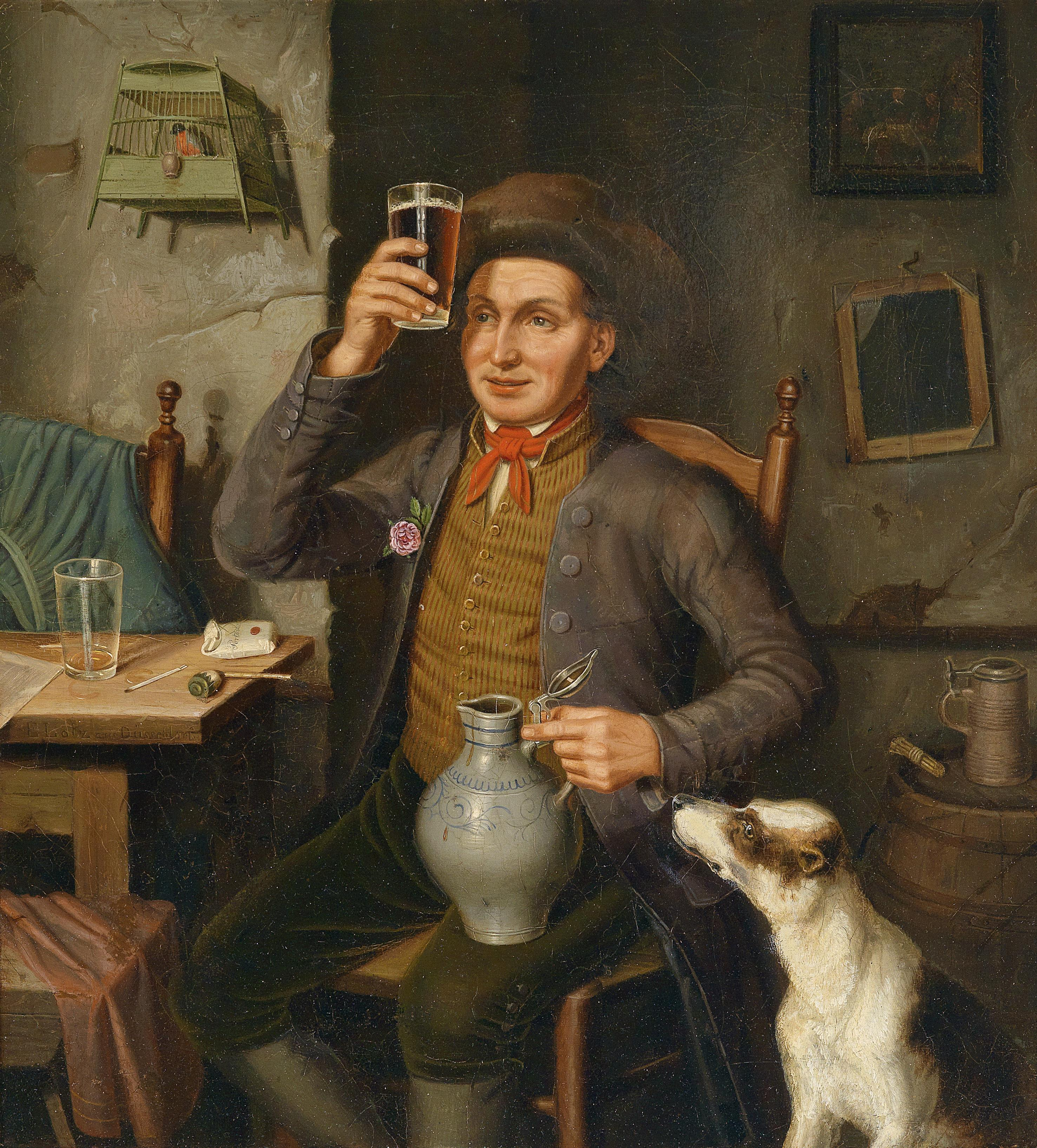
Darstellung eines Altbier-Kenners im Genrebild Ein guter Tropfen von Eduard Lotz, 19. Jahrhundert

Im Mittelalter wurden in Düsseldorf und am Niederrhein Gerste, Weizen und Hafer für die Herstellung von Malz verwendet. Die erste urkundliche Erwähnung des Brauens in Düsseldorf stammt aus dem Jahr 873, als der Kölner Erzbischof Willibert dem Kloster Gerresheim bei Düsseldorf das Braurecht verlieh. Das Bier wurde obergärig gebraut, da diese Braumethode keine Kühlung des Suds während des Brauprozesses erforderte. Zur Aromatisierung wurden Kräuter wie die Blätter des Gagelstrauchs verwendet, womit das sogenannte Grutbier gebraut wurde. Die erste urkundliche Erwähnung des Grutbiers datiert aus dem Jahr 974, als Kaiser Otto II. der Kirche von Lüttich das Privileg des Grutbrauens erteilte.

### Keutebier
Grutbiere wiesen eine vergleichsweise kurze Haltbarkeit auf, was zu einer Verdrängung durch die länger haltbaren Hopfenbiere ab dem 14. Jahrhundert führte. Ein weiterer Vorteil von Hopfen war, dass er im Gegensatz zu den Grutzutaten fast überall angebaut werden konnte. Aus dieser Zeit zeigen Aufzeichnungen, dass eine wachsende Zahl gewerblicher Brauer, oft in Zusammenhang mit Bäckereien, ihr Handwerk in Düsseldorf ausübte. Gebraut wurden obergärige Keutebiere, die meist aus Weizen hergestellt wurden. Zur Zeit der Hanse, vom 13. bis 17. Jahrhundert, waren Keutebiere als Handelsgut von großer wirtschaftlicher Bedeutung. Laut eines Grundbuchs aus dem Jahr 1540 gab es in Düsseldorf 35 Brauereien, die Keutebier herstellten. Im Jahr 1622 wurde in Düsseldorf die erste Brauer- und Bäckergilde gegründet.
Kurfürst Johann Wilhelm legte 1706 im sogenannten „Düsseldorfer Reinheitsgebot“ fest, dass für ein Düsseldorfer Bier nur Gerste, Hopfen und Wasser verwendet werden durften. Im Jahr 1709 wurde die Vorschrift durch eine Polizeiverordnung verschärft, die verlangte, dass „niemand ein Fass zapfen darf, das nicht wenigstens einige Tage alt, hell und gut sedimentiert ist“. Zur Erhöhung der Qualitätsstandards wurde 1712 eine reine Brauerzunft mit 57 Mitgliedern gegründet.

### Altbier

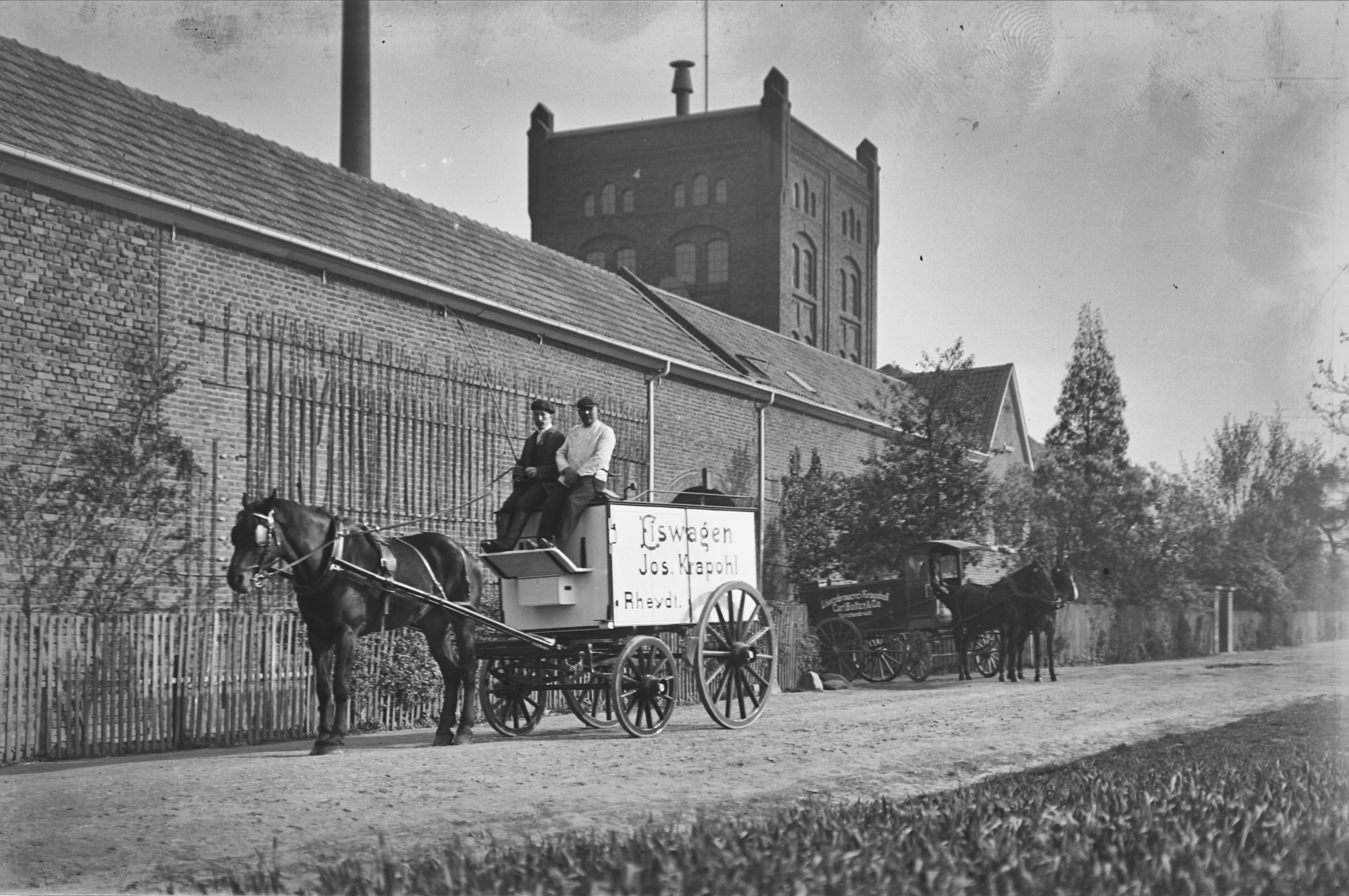
Historische Aufnahme der Bolten-Brauerei mit Pferdewagen

Das untergärige Brauen, das um 1420 in München als „kalte Gärung“ erfunden wurde, führte zur Produktion von „untergärigem Winterbier“. Den bayerischen Brauern war ab 1553 das Brauen im Sommer verboten, nur zwischen dem 29. September und dem 23. April war das Bierbrauen erlaubt. Die untergärigen Biere wurden im beginnenden 19. Jahrhundert zunehmend beliebt und aus Bayern exportiert. Der Name „Altbier“ wurde um 1800 geprägt, zur Unterscheidung von Lagerbieren aus Bayern und Böhmen, die zunehmend in den Düsseldorfer Raum transportiert wurden. Der Begriff „Altbier“ leitet sich vom obergärigen Brauverfahren ab, das älter ist als das untergärige.
Zudem erforderte das Brauen von Altbier keine Kühlung. Während sich in anderen Gegenden Deutschlands, in denen Natureis und kühle Lagerplätze wie Tief- und Felsenkeller zur Verfügung standen, die untergärige Brauweise durchsetzte, war dies am Niederrhein wegen des relativ milden Klimas kaum möglich. Aufgrund der Grundwassersituation war das Anlegen von Tiefkellern nicht möglich.
Mönche brauten ebenfalls Altbier, brauten es jedoch stärker ein und umgingen beim Genuss damit Fastenregeln, gemäß der Regel „Was flüssig ist, bricht keine Fasten.“ Zu den obergärigen Bieren gehören neben Altbier unter anderem Bayerische Weißbier, Berliner Weißbier, Grätzer Weißbier und Kölsch, die englischen Biere Stout, Porter, Ale und die belgischen Biere Faro und Lambic.
Die älteste Altbierbrauerei der Welt, die Privatbrauerei Bolten, befindet sich in Korschenbroich bei Mönchengladbach. Die Braurechte für den dortigen Kraushof wurden im Jahr 1266 erteilt. In Neuss befindet sich seit 1601 die zweitälteste Altbierbrauerei „Im Dom“.

## Herstellung

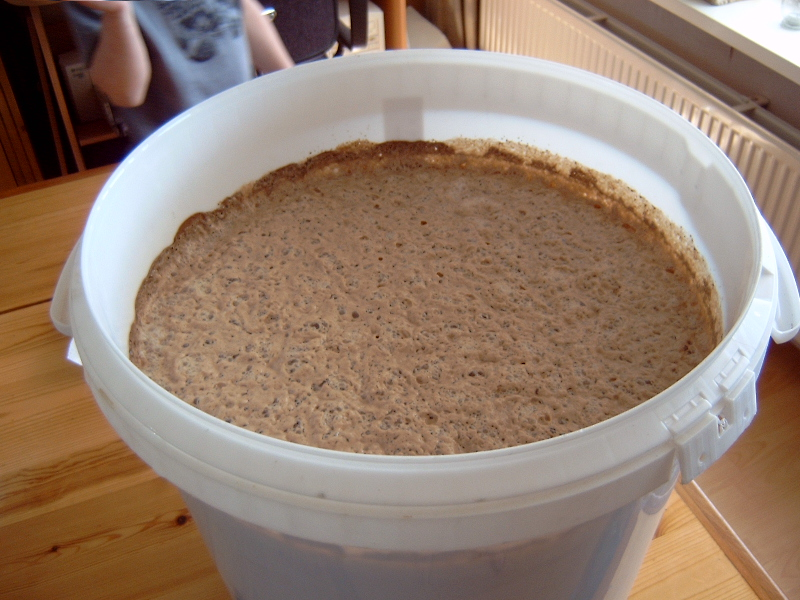
Obergärige Hefe während des Gärprozesses

Altbier ist eine Biersorte, deren Gärprozess mit der obergärigen Hefe Saccharomyces cerevisiae durchgeführt wird. Der Gärprozess findet bei einer höheren Temperatur statt als bei einem untergärigen Bier, wobei die Hefe den Zucker der Würze zu Ethanol und Kohlenstoffdioxid vergärt. Das war vorteilhaft, da vor der Entwicklung der Kältemaschine durch Carl von Linde 1873 keine technische Kühlung existierte und große Mengen Eis für das Brauen benötigt wurden. Die Temperaturführung beim Altbier erfolgt im Gegensatz zu den englischen Ales an der unteren Grenze der Toleranz der verwendeten Hefesorte in einem Temperaturbereich zwischen 13 und 19 °C.  Damit werden im Altbier unerwünschte Gärungsnebenprodukte wie Ester, Aldehyde und fuselartige Alkohole, die bei höheren Temperaturen entstehen, minimiert. Bei den Gärtemperaturen für obergärige Hefen wird der Extrakt in etwa drei Tagen vergärt. Ein Stammwürzegehalt von 12 % liefert bei der Vergärung etwa 4 Gew. % Ethanol.

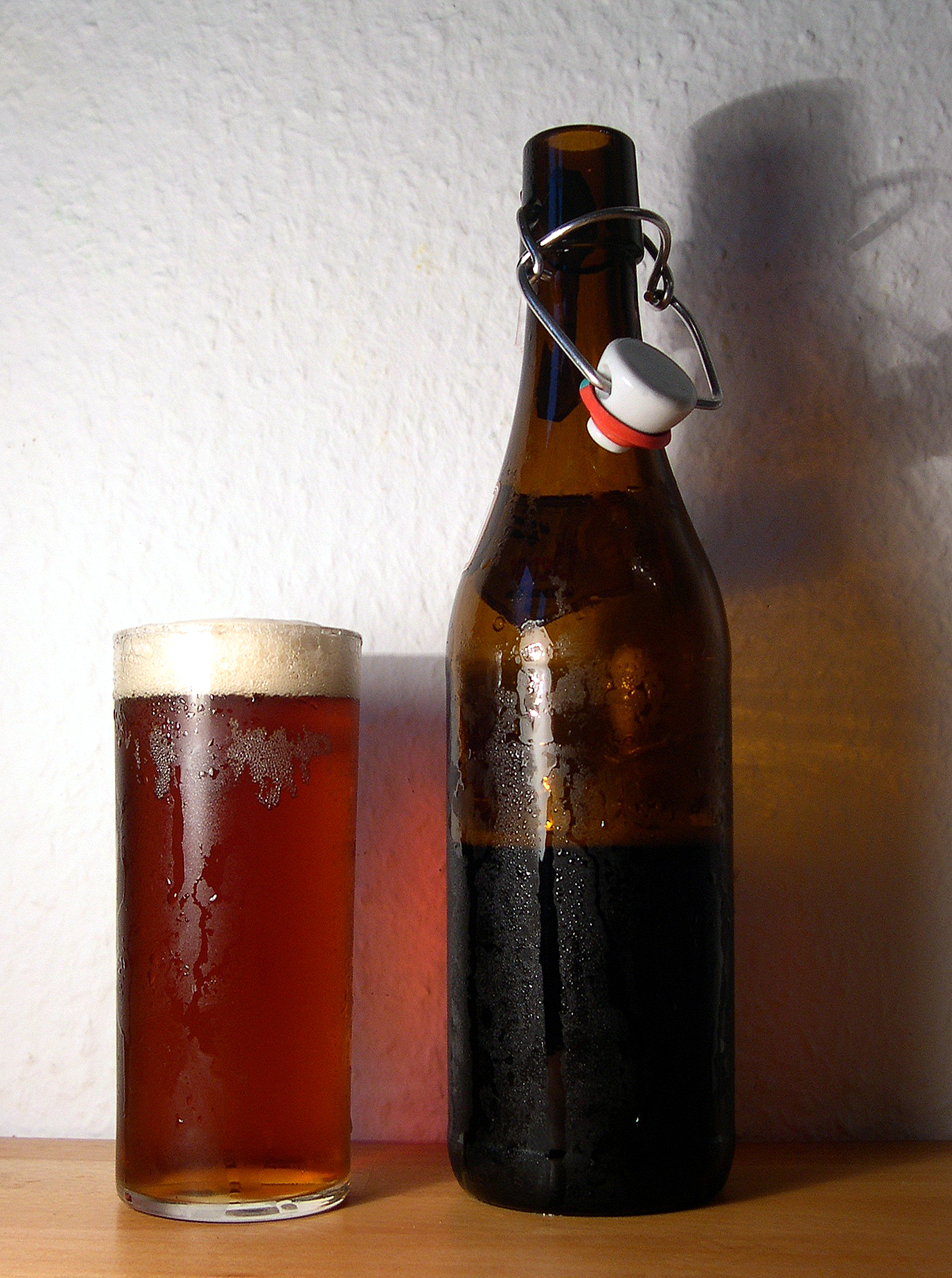
Klassische Bügelflasche einer Düsseldorfer Hausbrauerei

Anschließen werden Altbiere nach der Gärung etwa 4 bis 8 Wochen lang in Lagertanks bei etwa −2 bis 5° C gelagert. Dabei nimmt die Hefe einen Teil der Ester und Aldehyde, die bei der ersten Gärung entstanden, wieder auf.
Die dunkle Farbe rührt heutzutage, neben dem Einsatz von hellem Gerstenmalz, aus einem Anteil Röstmalz her. Vor der Entwicklung pneumatischer Darrmethoden im 19. Jahrhundert waren alle Darrmalze mehr oder weniger dunkel, wodurch diese Biersorte ihre traditionelle Farbe bekam. Beim westfälischen Altbier (mit dem historischen Brauzentrum Münster) wird abweichend vom Düsseldorfer Altbier mit einem Anteil Weizenmalz (etwa ein Drittel) und meist einem geringeren Anteil dunkler Gerstenmalze gebraut, was dem Bier eine cremigere Schaumkonsistenz und hellere Farbe verleiht. Das herbe Aroma der verwendeten Hopfensorten, wie des Spalter Hopfens, aber auch des Hallertauer oder des Tettnanger Hopfens, gleicht den aromatischen, malzig-süßen Abgang aus, für den die Maischezusammensetzung verantwortlich ist. Diese Hopfensorten erzeugen eine feine, würzige Herbe im Antrunk.
Traditionell wird zur Fastenzeit und im Herbst ein Starkbier ausgeschenkt. Der Geschichte nach brauten damals Mönche heimlich (stikum/stike) dieses Altbier. Es enthält sechs Volumenprozent Alkohol, statt der sonst üblichen fünf Prozent. Das Stike-Alt, auch Latzen genannt, schmeckt zudem etwas würziger.

### Altbierausstoß
Der Absatz der großen Marken ist jahrzehntelang zurückgegangen. Der Absatz der Marke Frankenheim lag 2008 bei etwa 250.000 Hektolitern. Diebels-Alt lag 2008 unter 700.000 Hektolitern. 2010 sank der Absatz auf insgesamt 656.000 Hektolitern Alt. Das entsprach einem bundesweiten Marktanteil von 1,2 % (nach 1,3 % im Jahr 2009). Inzwischen ist der Absatz bis Anfang 2016 weiter gefallen. Im Bereich des Verbandes der Rheinisch-Westfälischen Brauereien (nur hier wird Alt noch industriell hergestellt) lag er bei 3,73 %. Allerdings enthielt diese Prozentangabe nicht die Menge an Altbier, die in Gasthofbrauereien gebraut wurde.
Besonders im Großraum Düsseldorf ist die Menge an Altbier, die von den vier örtlichen großen Gasthofbrauereien Brauerei im Füchschen, Brauerei zum Schlüssel, Brauerei Schumacher und Uerige hergestellt und vertrieben wird. Die Düsseldorfer Hausbrauereien verzeichneten in den 2000er Jahren konstante bis wachsende Absatzmengen. Generell ist der Konsum von Alt schon seit längerem rückläufig, 2022 lag der Marktanteil bei 0,6 %, nach jeweils 0,7 % Marktanteil in den Jahren 2021 und 2020. Insgesamt sank der Bierabsatz in Deutschland zwischen 1993 und 2023 um 25,3 %.

### Altbierbrauereien
In Düsseldorf selbst brauen noch die Hausbrauereien Füchschen, Schumacher, Schlüssel und Uerige. Seit Herbst 2010 wird in der Altstadt in der Brauerei Kürzer (ehemals Quetsche) „Kürzer Alt“ gebraut. Seit 2011 braut die Hausbrauerei Alter Bahnhof im Stadtteil Oberkassel zusätzlich die Sorte „Gulasch Alt“.
In Krefeld werden noch folgende Altbiere gebraut: Die Brauerei Königshof produziert seit September 2007 die Premiummarke „Original Königshofer Alt“ und seit September 2008 die eigene Preiseinstiegsmarke Brauerei Königshof Alt. Seit 2018 wird im historischen Nordbahnhof die Marke Schlüffken gebraut. Daneben gibt es noch die Sorten „Gleumes Lager“, „Wienges“ und „Herbst Pitt“ (alle gebraut von der Brauerei Gleumes) sowie in Uerdingen ein Hausbier der Marke „Melcher’s Dunkel“. In Korschenbroich braut die Privatbrauerei Bolten unter anderem Altbier und „Ur-Alt“.

#### Düsseldorf
- Brauerei Schumacher
- Uerige
- Brauerei im Füchschen
- Brauerei zum Schlüssel

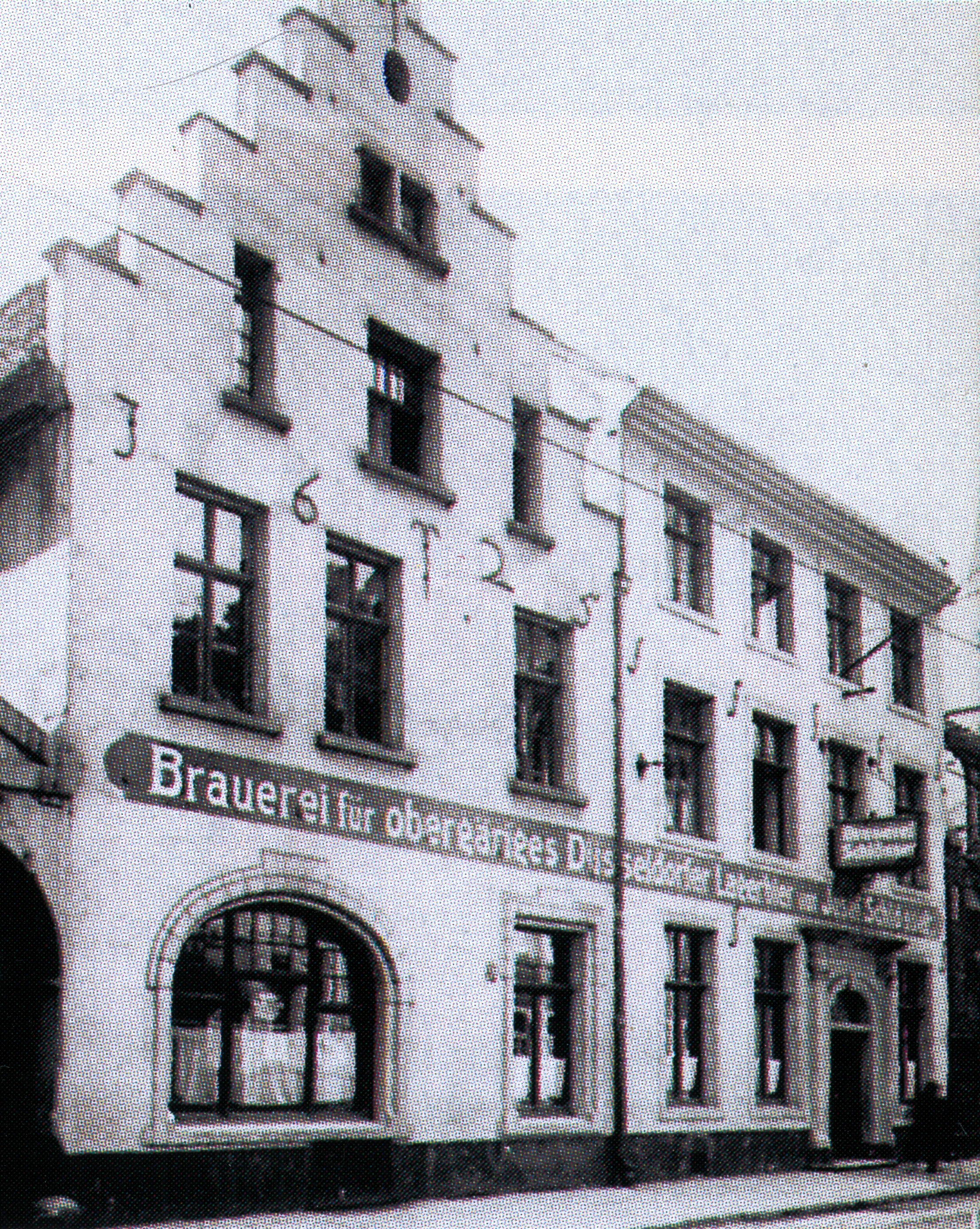
Gebäude der Brauerei Schlösser, Altestadt 3–13 (vor 1909)

- Hausbrauerei Alter Bahnhof Oberkassel (Gulasch Alt)
- Vereinshaus Brauerei Unterbach (geschlossen seit 12/2013)[23]
- Brauerei Kürzer
- Brauerei Johann Albrecht in Niederkassel

#### Niederrhein
- Brauerei Gleumes, Krefeld
- Brauerei Schlüffken, Krefeld
- Brauerei Königshof, Krefeld (Original Königshofer Alt, Brauerei Königshof Alt)
- Privatbrauerei Seidenbrauerei, Krefeld (Samt Alt, Seide Wiess)
- Oettinger Brauerei, Mönchengladbach
- Hensen Brauerei, Mönchengladbach-Waldhausen
- Diebels-Brauerei, Issum (gehört zur ABInBev-Gruppe)
- Bolten-Brauerei, Korschenbroich (auch Hannen-Alt und Gatz Alt)[24]
- Brauerei Im Dom, Neuss

#### Westfalen
- Pinkus Müller, Münster

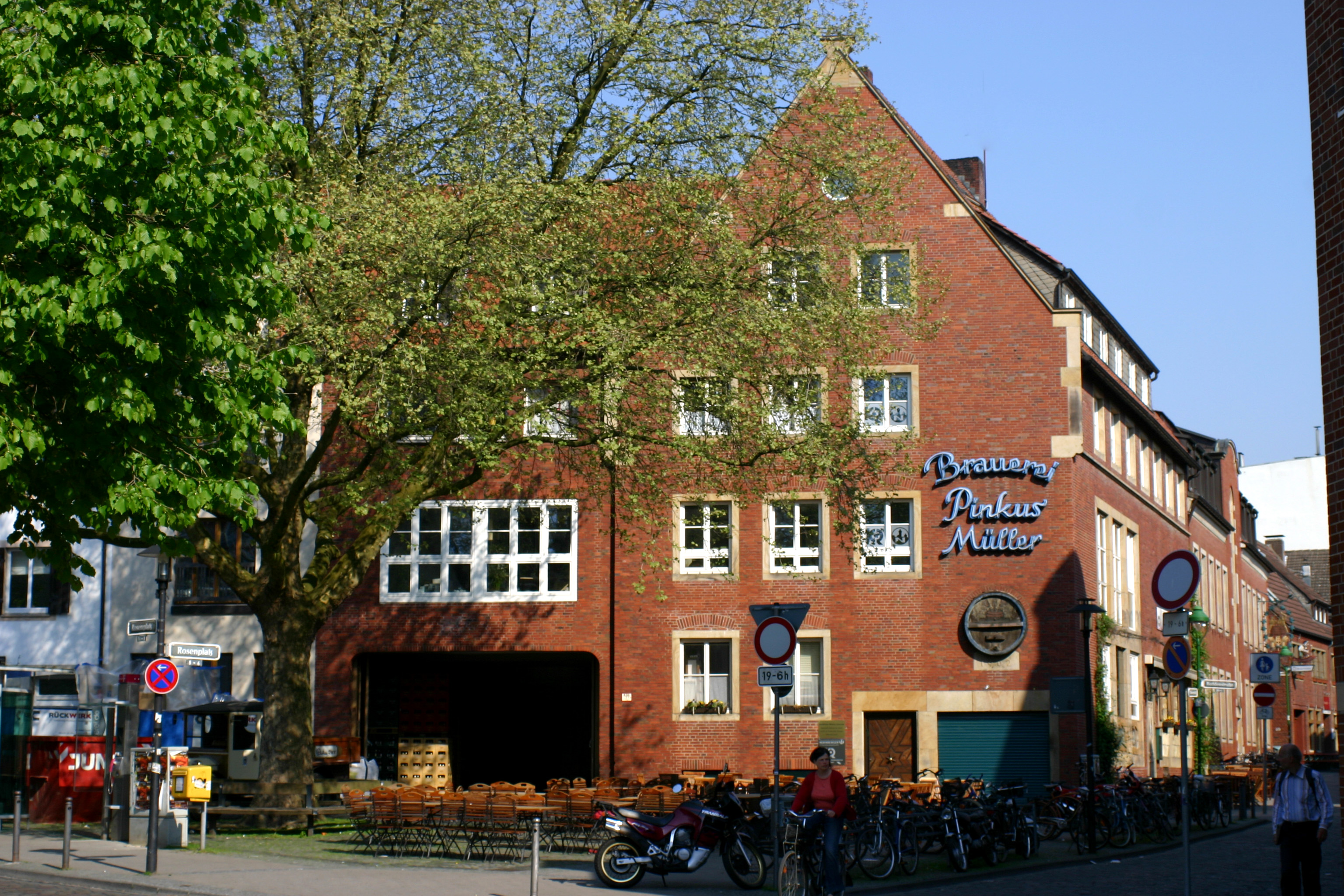
Brauerei Pinkus Müller

- Bergmann Brauerei, Dortmund (Adambier)
- Gruthaus, Münster, Überwasser Alt[25]
- Barre, Lübbecke (Barre Alt, früher Altstadt-Alt)
- Vormann Brauerei, Hagen-Dahl (Alt aus Dahl)
- Warsteiner Gruppe, Warstein (Frankenheim Alt wurde früher in Düsseldorf und Neuss, seit März 2009 in Warstein gebraut, Paderborner Brauerei (Paderborner Alt), Paderborn)
- Krombacher Brauerei, Kreuztal (Rhenania Alt, früher in Krefeld gebraut, Privatbrauerei A. Rolinck, Steinfurt (Westfälisch Alt))
- Radeberger Gruppe (Dortmunder Actien Brauerei, Dortmund (Hansa Alt, Schlösser Alt, Freigraf Alt))
- Braumanufaktur Pohlmann, Museumsbrauerei im LWL-Freilichtmuseum Hagen (Pohlmanns Alt, 12 Monate Lagerung)

#### Übriges Rheinland und Hessen
- Brauerei Heller, Köln (geschlossen 2024)[26][27]
- Helios-Braustelle, Köln-Ehrenfeld[28]
- Ratinger Brauhaus, Ratingen
- Erzquell Brauerei Bielstein Haas & Co., Bielstein (Wiehl), (Bergisches Landbier)
- Lahnsteiner Brauerei, Lahnstein
- Gemünder Brauerei, Gemünd in der Eifel
- Monheimer Biermanfactur, Monheim
- Stromberger Urbräu, Schweppenhausen

#### Weitere Brauereien

National-Actien-Bier-Brauerei in der Wendenstraße, vor 1885.

- Neustädter Hausbrauerei Schwingenheuer, Dresden, (Hecht Alt)
- National-Jürgens-Brauerei, Braunschweig (Brunswiek Alt)

Die folgenden Hausbrauereien stellen zeitweise Altbier her:
- Hops & Barley, Berlin
- Walsumer Brauhaus Urfels, Duisburg-Walsum
- Brauhaus Ludwigsburg
- Brauhaus Joh. Albrecht, Düsseldorf
- Brauhaus Goslar[29]

#### Ausland

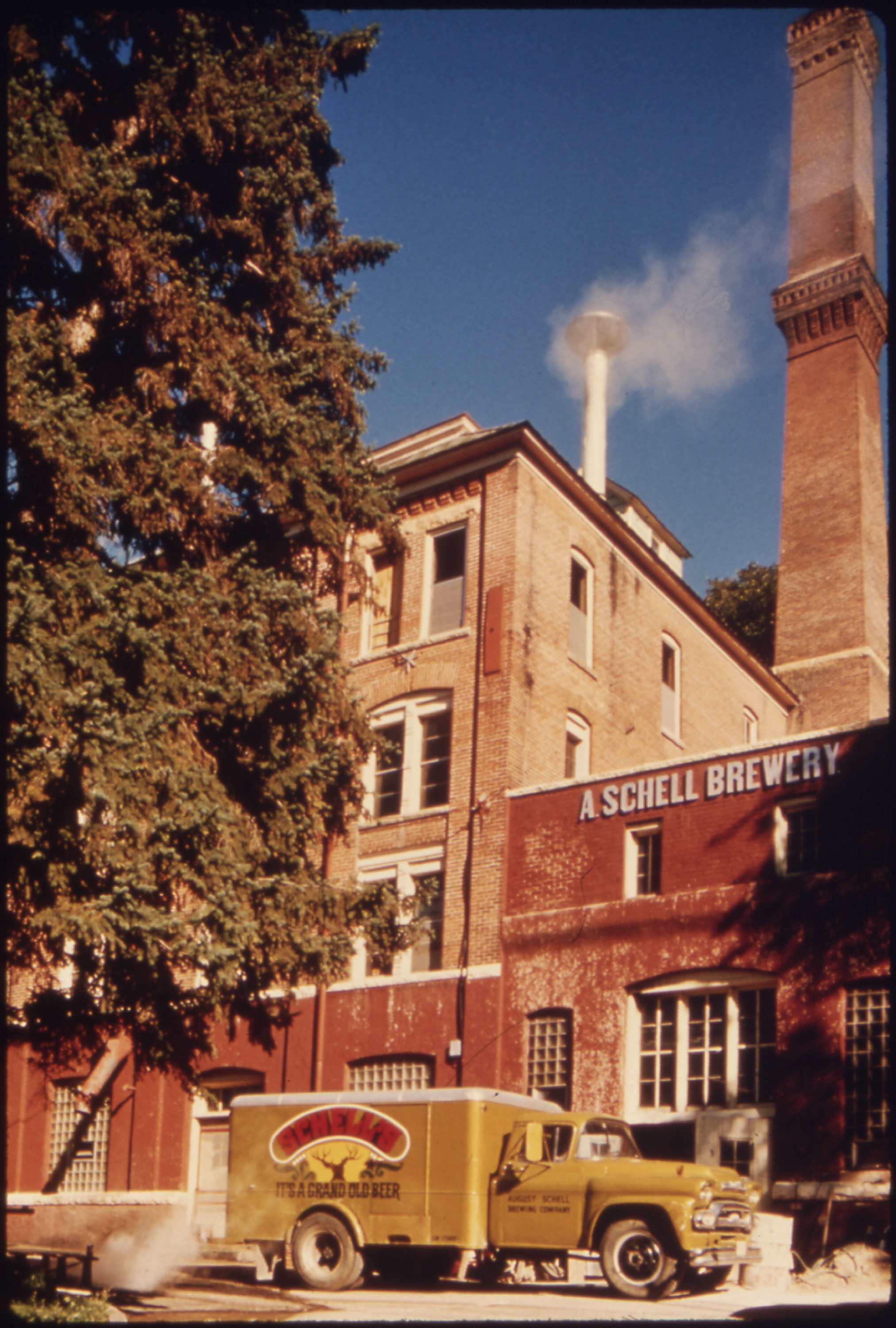
August Schell Brewing Company in New Ulm, Minnesota (1974)

- Brauerei Roter Hiasl, Wien (Hiaslbräu Alt)
- Unibräu, Wien (Unibräu Alt)
- Erusbacher & Paul AG, Villmergen, Schweiz (Paul 05)
- Lindeboom brouwerij, Neer, Niederlande (Venloosch Alt)
- Boston Beer Company, Boston, USA (Samuel Adams Boston Ale, gehopft)
- August Schell Brewing Company, New Ulm (Minnesota), USA (Schell Schmaltzs Alt)
- Brasserie Dieu du Ciel, Montreal, (Rescousse Alt)
- The Green Farm Altbier. Hualien Taiwan
- The Olde Mecklenburg Brewery, Charlotte (North Carolina), USA (Copper)
- Prost Brewing Company, Denver (Colorado), USA (Sticke)
- Cervejaria Bamberg, Votorantim, Brasilien
- BierKraft, McAlester, USA
- Whasoo Brewery, Ulsan, Südkorea[30]
- Dongducheon Brewery, Dongducheon, Südkorea (Soyosan Alt)[31]
- Brewers, Seoul in Zusammenarbeit mit der Turmbräu, Busan, Südkorea (Anfang)[32]
- Marduk Brewery – Birrificio agricolo, Sardinien, Italien[33]

## Eigenschaften
Die dunkle Farbe sowie der Geschmack des Bieres wird durch das bei etwa 100 °C gedarrte „Münchner Malz“ verursacht. Der Alkoholgehalt beträgt etwa 4 bis 5 %. Die Farbstärke des Altbieres, gemessen in EBC-Einheiten, liegt im Bereich zwischen 25 und 38 EBC. Die sogenannte Bitterkeit, gemessen in International Bitterness Units (IBU), liegt zwischen 25 und 40 IBU. Das Altbier zeichnet sich durch seinen hopfigen und fruchtig-frischen Geschmack aus, der von einem natürlichen Karamell- und leichten Röstaroma abgerundet wird. Altbier wird traditionell bei einer Temperatur von etwa 7 °C in zylindrischen Gläsern von 0,2 bis 0,4 Litern Inhalt serviert.

## Mischgetränke
Altbier ist auch Grundlage für Biermischgetränke mit Cola oder Malzbier. Altbier hat hier die Eigenschaft, die Cola nicht zum „Flocken“ zu bringen, wie es beispielsweise beim Mischen von Pils mit Cola bereits nach wenigen Minuten auftritt. Die Mischung Altbier mit Cola ist unter dem Namen „Krefelder“ regionsübergreifend bekanntgeworden und wird auch als „Fertigmix“ in Flaschen und Getränkedosen vermarktet. Ein weiteres beliebtes Mischgetränk ist „Alt-Schuss“, bei dem Altbier mit Malzbier gemischt wird. Altbierbowle ist ein Mischgetränk aus Altbier, Fruchtsirup und Früchten wie Himbeeren und Erdbeeren. Zum Teil werden auch gemischte Dosenfrüchte oder Ananas verwendet.

## Altbier in der Kultur
1978 komponierte Hans Ludwig Lonsdorfer den Karnevalsschlager … wo bleibt unser Altbier? (auch „Altbierlied“ genannt). Er wurde ein Erfolg und 1986 von der Düsseldorfer Punkrock-Band Die Toten Hosen gecovert. Weitere Versionen des Altbierlieds stammen von Tom Angelripper und dem Jazz Ensemble Düsseldorf.